# Pacificothemis
Pacificothemis is een geslacht van libellen (Odonata) uit de familie van de korenbouten (Libellulidae).

## Soorten
Pacificothemis omvat 1 soort:
- Pacificothemis esakii Asahina, 1940